# Nkawkaw
Nkawkaw ist mit 48.000 Einwohnern die elftgrößte Ortschaft der Eastern Region des westafrikanischen Staates Ghana.

## Beschreibung
Der Name Nkawkaw bedeutet „Rot-Rot“. Die Stadt liegt an der Straße (und der ehemaligen Bahnstrecke) von Accra nach Kumasi, auf halber Strecke zwischen beiden Ortschaften. Eine direkte Straßenverbindung besteht außerdem zu den Ortschaften Koforidua und Konongo. Nkawkaw wird als Hauptort des Volkes der Kwahu angesehen.

## Söhne und Töchter von Nkawkaw
- George Boateng (* 1975), niederländischer Fußballspieler und -trainer ghanaischer Herkunft.